# Once Upon a Dream
Once Upon a Dream — перепетая песня американской певицы и композитора Ланы Дель Рей, выпущенная 26 января 2014 года на Walt Disney. Автором песни является Джек Лоренс, который написал её как саундтрек к мультфильму «Спящая красавица» в 1959 году по мотивам вальса из одноимённого балета Петра Ильича Чайковского. Песня перепетая Ланой Дель Рей является главным саундтреком к фильму 2014 года «Малефисента». Песня занимала первые места в чартах iTunes и Google Play. Клип не снимали. Так же песня «Once Upon a Dream» звучала в трейлере к фильму.

## История создания
Песня «Once Upon a Dream» переводится как «Однажды во сне». Песня написана Джеком Лоренсом к мультфильму «Спящая красавица» в 1959 году по мотивам вальса из одноимённого балета Петра Ильича Чайковского. Лана Дел Рей перепела песню как саундтрек к фильму 2014 года «Малефисента». Информация о выходе песни появилась в Твиттере Ланы Дель Рей 1 января 2014 года. Клип не снят. На канале Vevo есть аудио песни.

## Чарты
| Страна (Чарт)                        | Позиция в чарте |
| ------------------------------------ | --------------- |
| Франция (SNEP)                       | 122             |
| Ирландия (IRMA)                      | 71              |
| UK Singles (Official Charts Company) | 60              |
| US Bubbling Under Hot 100 Singles    | 5               |